# Johan Carlberg
Johan Carlberg, född 22 september 1638 i Karlstad, död 15 juli 1701 i Göteborg, var en svensk domprost och biskop i Göteborgs stift, hovpredikant, filosofie magister samt teologie doktor.

## Biografi
Johan Carlberg var son till brukspatron Johan Börjesson Carlberg och Kristina Olofsdotter Spak samt bror till kyrkoherden och psalmisten Birger Carlberg. Han tog studenten 1655 i Uppsala, gjorde studieresor 1662-1678 i Nederländerna, England och Tyskland där han 1665 blev filosofie magister i Leipzig. Han promoverades teologie doktor 1677 i Giessen, där han även mötte sin blivande fru. När Carlberg 1678 återkom till Sverige, utnämndes han till domprost i Göteborg, och 1687 blev han överhovpredikant hos drottning Ulrika. Den 27 december 1689 i Uppsala domkyrka, vigdes Carlberg av ärkebiskop Olov Svebilius till biskop i Göteborg.
Johan Carlberg hade som kyrkoherde 1683 fått Karl XI:s tillstånd att skaffa sig besittningsrätten till landeriet Burgården av Göteborgs stad, och från 1689 till hans död 1701 var detta hans bostad. Burgården var därefter i släkten Carlbergs ägo fram till 1809. 
Om Carlberg berättas följande anekdot: Då han en gång predikade inför Karl XI mot den stränghet som reduktionen genomfördes, sa kungen efter gudstjänstens slut, anklagande till honom "Ni predikar bara uppror i mina undersåtars hjärtan", Carlberg ska då ha svarat "Nej, Ers Majestät, vare långt från mig sådant, utan mitt ändamål har varit att predika uppror i Ers Kungliga Majestäts hjärta", varpå kungen blidkat svarade "Den som predikar uppror i ett hårt och syndigt hjärta, han predikar som en rätt präst".

## Äktenskap och barn
Johan Carlberg var gift med Elisabeth Agnes, född Strohin (1660-1717). Han blev far till fjorton barn, varav sex överlevde honom, däribland Johan Eberhard Carlberg (1683-1773) och Bengt Wilhelm Carlberg (1696-1778).